# Lhok Bugeng
Lhok Bugeng is een bestuurslaag in het regentschap Bireuen van de provincie Atjeh, Indonesië. Lhok Bugeng telt 425 inwoners (volkstelling 2010).